# Берестовка (Ровненская область)
Берестовка (укр. Берестівка) — село во Владимирецкой поселковой общине Варашского района Ровненской области Украины.
До 2020 года входило во Владимирецкий район.
Население по переписи 2001 года составляло 873 человека. Почтовый индекс — 34361. Телефонный код — 3634. Код КОАТУУ — 5620881301.